# Rachel (Dichterin)

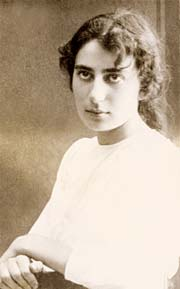
Rachel (1931)

Rachel (eigentlich Rachel Bluwstein, russisch Блувштейн, Рахель; * 20. Septemberjul. / 2. Oktober 1890greg. in Saratow, Gouvernement Samara, Russisches Kaiserreich; † 16. April 1931 in Tel Aviv, Israel) war eine hebräische Dichterin und Zionistin.

## Leben und Werk
Rachel wuchs in Poltawa auf. Mit 15 Jahren begann sie Gedichte auf Russisch zu schreiben und studierte auch Malerei. 1909 wanderte sie zusammen mit ihrer Schwester Schoschana nach Erez Israel aus, damals Teil des Osmanischen Reichs. Die beiden waren auf dem Weg nach Italien, wo sie Kunst und Philosophie studieren wollten, beschlossen aber, am Aufbau des jüdischen Staates mitzuwirken und ließen sich zunächst in Rechowot nieder, wo sie Iwrit im Kindergarten lernten. Rachel wollte die Landwirtschaft erlernen und zog deshalb in eine landwirtschaftliche Schule auf dem Gutshof Kinneret am See Genezareth. Hier lernte sie Aharon David Gordon kennen und widmete ihm ihr erstes hebräisches Gedicht. Außerdem hatte sie hier eine Affäre mit Salman Rubaschow, der seinen Namen später zu Salman Schasar abänderte und der dritte israelische Staatspräsident wurde.
Im Jahre 1913 reiste sie nach Frankreich, um an der Universität Toulouse Agronomie zu studieren. Während des Ersten Weltkrieges war sie als Russin gezwungen, als feindliche Ausländerin das Osmanische Reich zu verlassen und kehrte nach Russland zurück, wo sie jüdischen Flüchtlingskindern Unterricht erteilte. 1919 kehrte sie auf der „Ruslan“, dem ersten sowjetischen Schiff, das nach dem Krieg diese Strecke befuhr, nach Israel zurück und wollte sich im Kibbuz Degania niederlassen. Doch nach kurzer Zeit wurden bei ihr Symptome der Tuberkulose entdeckt. Da die Krankheit damals als unheilbar galt, wurde sie sofort aus dem Kibbuz ausgewiesen und hielt sich an verschiedenen Orten auf: in Zefat, Jerusalem und Tel Aviv. In Gedera südlich von Tel Aviv wurde sie schließlich in einem Asyl für Tuberkulosekranke aufgenommen. Sie starb als 40-Jährige im Krankenhaus Hadassah in Tel Aviv und wurde ihrem Wunsch gemäß auf dem Friedhof Kinneret mit Blick über den See Genezareth bestattet.

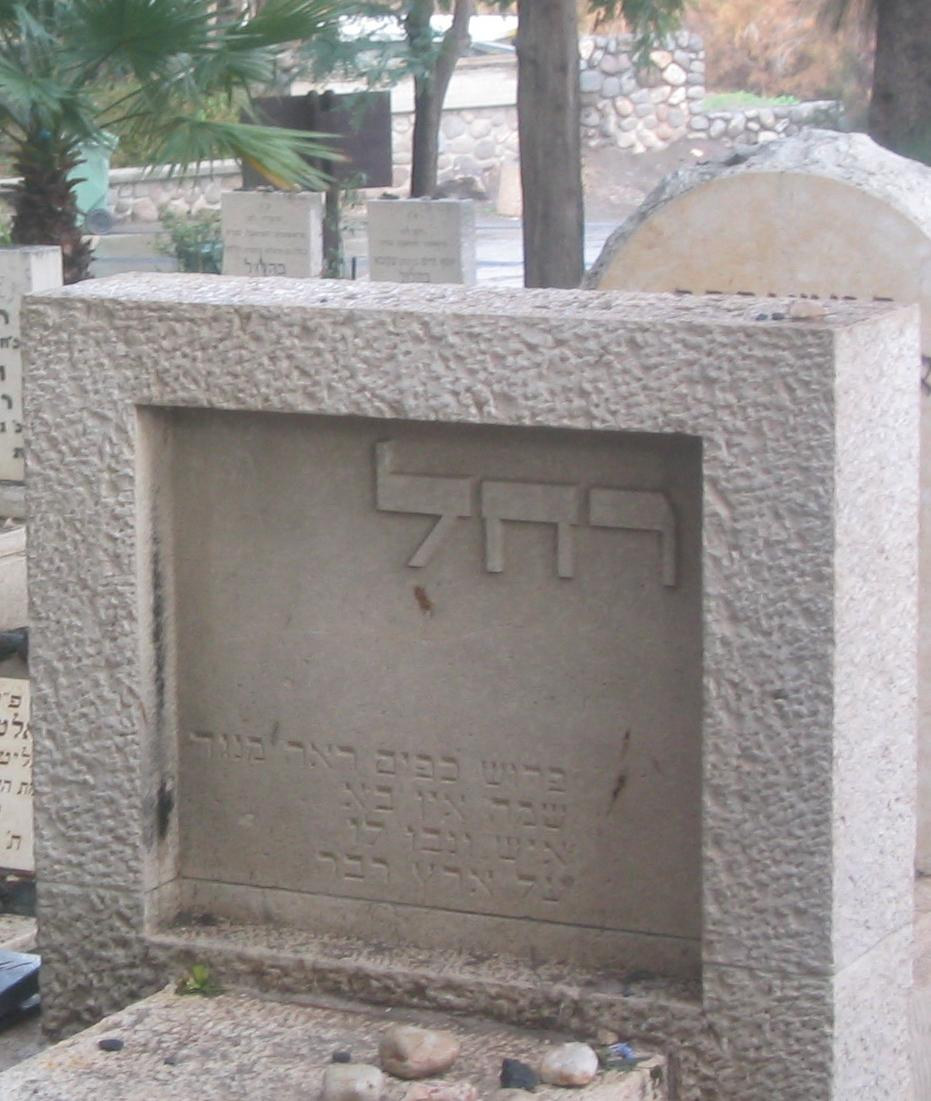
Das Grab Rachels auf dem Kinneret-Friedhof am See Genezaret

Rachel gehört zu den ersten Autoren in hebräischer Sprache, die in ihren Werken einen Konversationston pflegt. Ihre Hebräischkenntnisse bezieht sie sowohl aus der Umgangssprache als auch aus dem biblischen Hebräisch. Ihre ersten Gedichte stehen unter dem Einfluss zeitgenössischer russischer Literatur (Alexander Blok, Anna Achmatowa und Sergei Jessenin). Ihre Gedichte sind stets kurz, elegisch und nostalgisch im Ton; viele spiegeln den Pessimismus einer jungen Dichterin wider, die dem Tod ausgesetzt ist. Sie spielen meist in der ländlich geprägten Umgebung Israels und sprechen von den Schwierigkeiten und Leiden ihres Lebens als Pionierin in Israel, die auf dem Land arbeitet, um es zu einem Zuhause für ihr Volk zu machen. Viele ihrer Gedichte sind vertont worden und bis heute in Israel bekannt. Sie übersetzte auch russische, jiddische und französische Gedichte ins Hebräische und verfasste gelegentlich Kritiken. Die meisten ihrer Gedichte wurden in der Zeitung Davar veröffentlicht.

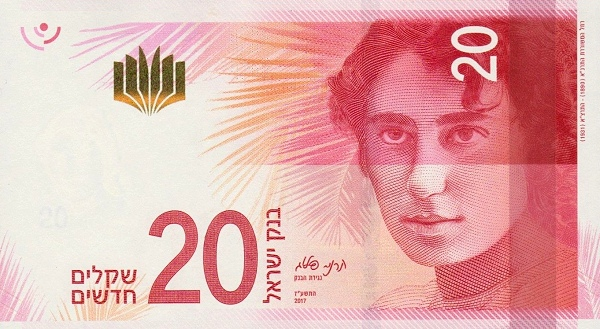
20 Schekel-Schein

Seit 2017 sind Rachels Porträt und ein Auszug aus ihrem Gedicht Kinneret auf israelischen Banknoten im Wert von 20 Schekel zu sehen.
Rachels Gedichte, die zum Pflichtprogramm an israelischen Schulen gehören, wurden 2019 auch ins Arabische für die arabische Bevölkerung Israels übersetzt.